# Dytaster spinulosus
Dytaster spinulosus is een kamster uit de familie Astropectinidae.
De wetenschappelijke naam van de soort werd, als Crenaster spinulosus, in 1894 gepubliceerd door Edmond Perrier.